# رئيس اللجنة الأولمبية الدولية
رئيس اللجنة الأولمبية الدولية هو رئيس المجلس التنفيذي المسؤول عن إدارة اللجنة الأولمبية الدولية (IOC) والممثل لها في العلاقات العامة. بالإضافة إلى الرئيس، بتكون المجلس أيضاً من أربعة نواب وعشرة أعضاء آخرين.
يتولى رئيس اللجنة الأولمبية الدولية هذا المنصب لدورتين من أربع سنوات، وهو قابل للتمديد مرة واحدة. بذلك يمكن للرئيس أن يكون ممثلاً عن اللجنة الأولمبية الدولية في دورتين من الألعاب الأولمبية الصيفية واثنتين من الألعاب الأولمبية الشتوية، وفي حال إعادة الانتخاب لثلاث دورات من الألعاب الأولمبية الصيفية والشتوية. الرئيس الحالي هو الألماني توماس باخ الذي انتخب في 10 سبتمبر 2013.

## قائمة رؤساء اللجنة الأولمبية الدولية
- ديمتريوس فيكيلاس (1894–1896)
- بيير دي كوبرتان (1896–1925)
- هنري دو باييه لاتور (1925–1942)
- سيغفريد إيدستروم (1942–1952)
- أفري بروندج (1952–1972)
- مايكل موريس كيلانين (1972–1980)
- خوان أنطونيو سامارانش (1980–2001)
- جاك روج (2001–2013)
- توماس باخ (2013–الوقت الحالي)